# Di Brandt
Di Brandt, nome d'arte di Diana Ruth Janzen (Winkler, 1952), è una poetessa e critica letteraria canadese.
Nonostante la somiglianza dei loro nomi, non va confusa con la poetessa Dionne Brand.

## Biografia
È cresciuta a Reinland, un villaggio mennonita permeato da una mentalità conservatrice e separatista nella regione del Manitoba meridionale. Ha una sorella gemella oltre ad un fratello maggiore ed un'altra sorella minore. È andata via di casa all'età di 17 anni, trasferendosi a Winnipeg per frequentare il college. Si è sposata a soli 19 anni.
Si è laureata in lettere all'Università del Manitoba, proseguendo poi gli studi fino a conseguire un master all'Università di Toronto e il PhD in letteratura inglese all'Università del Manitoba.
Ha insegnato per sette anni inglese e scrittura creativa all'Università di Windsor nell'Ontario, per poi passare alla Brandon University dove tuttora detiene una Canada Research Chair sulla "Postmodern Ecopoetry".
Ha teorizzato il modello teorico "multidimensionale" (ragione ed emozione, reparative thinking) di fare poesia ritenendolo il più adatto e moderno per superare l'attuale crisi di immaginazione e di creatività ed affrontare i problemi ecologici attuali.

## L'opera
Di Brandt ha pubblicato sei raccolte di poesie: 
- So this is the world & here I am in it (Edmonton: NeWest Press, 2007)
- Now You Care (Toronto: Coach House, 2003)
- Jerusalem, beloved (Winnipeg: Turnstone, 1995)
- Mother, not mother (Toronto: Mercury, 1992)
- Agnes in the sky (Winnipeg: Turnstone, 1990)
- Questions I asked my mother (Winnipeg: Turnstone, 1987).

Ha pubblicato anche uno studio critico su testi di autrici canadesi contemporanee e una raccolta di saggi creativi sulla poetica ispirata all'incontro di culture diverse:
- Wild Mother Dancing: Maternal Narrative in Canadian Literature (Winnipeg: University of Manitoba Press, 1993)
- Dancing Naked: Narrative Strategies for Writing Across Centuries (Toronto: Mercury, 1996).

Recentemente ha pubblicato Awakenings un CD di poesie in musica frutto della collaborazione con Dorothy Livesay, Carol Ann Weaver e Rebecca Campbell (2003).
La sua poesia è stata messa in musica e adattata per il teatro, il cinema, la radio, la televisione, la danza e per performance multimediali. Ha scritto "Berlin Notes", ispirato ad una permanenza di sei mesi in quella città, ed è stata co-curatrice dei due volumi degli atti della conferenza/festival Wider Boundaries of Daring: The Modernist Impulse in Canadian Women's Poetry insieme a Barbara Godard della York University.
Ha coprodotto Planet Earth, un disco che racchiude le versioni in musica di poesie di donne canadesi realizzate da noti compositori come Violet Archer, Barbara Pentland, Chester Duncan, Jana Skarecky, Paul McIntyre ed altri.
La sua suite poetica Sweet Sweet Blood è stata eseguita in prima assoluta nel maggio 2004 al congresso Sounding in the Land music dell'Università di Waterloo.

## Opere selezionate
- 1987: Questions I asked my mother. Winnipeg: Turnstone Press
- 1990: Agnes in the sky. Winnipeg: Turnstone Press
- 1992: Mother, not mother. Stratford, Ontario: Mercury Press
- 1995: Jerusalem, beloved. Winnipeg: Turnstone Press
- 1996: Dancing Naked: Narrative Strategies for Writing Across Centuries. Stratford, Ontario: Mercury Press
- 2004: Now You Care. Toronto, Coach House Books
- 2007: So this is the world & here I am in it. Edmonton, NeWest Press

## Premi
- Candidata, Griffin Poetry Prize, per Now You Care, 2004.
- Candidata, Pat Lowther Award for Poetry per Now You Care, 2004.
- Candidata, Trillium Prize for Best Book per Now You Care, 2004.
- Canadian Authors' Association National Poetry Award, per Jerusalem, beloved, 1995.
- Candidata, Governor General's Award, per Jerusalem, beloved, 1995.
- Silver National Magazine Award per He sound the wind makes, New Quarterly, 1995.
- McNally Robinson Manitoba Book of the Year Award, per Agnes in the sky, 1990.
- Candidata, Dillons Commonwealth Poetry Prize, per Questions I asked my mother, 1988.
- Gerald Lampert Award, per Questions I asked my mother, 1987.
- Governor General's Award, per la poesia, per Questions I asked my mother, 1987.